# طواف إسبانيا 1961
طواف إسبانيا 1961 هو سباق دراجات هوائية أقيم بتاريخ 29 أبريل – 11 مايو، تكون السباق من 16 مرحلة وامتدّ لمسافة 2856.5 كم بسرعة 36.8 كم/س، استغرق السباق 77 ساعة 36 دقيقة 17 ثانية. فاز به الإسباني أنخيلينو سولير.

## الترتيب
| م                     | الدرّاج         | البلد   | الزمن                     |
| --------------------- | -------------- | ------- | ------------------------- |
| الفائز بالترتيب العام | أنخيلينو سولير | إسبانيا | 77 ساعة 36 دقيقة 17 ثانية |
| حسب النقاط            | أنطونيو سواريث | إسبانيا | -                         |